# Irina Niekrasowa
Irina Niekrasowa (ros. Ирина Некрасова, ur. 1 marca 1988 we Władimorowce w obwodzie kustanajskim) – kazachska sztangistka.
Dwukrotnie uczestniczyła w mistrzostwach świata – zarówno w 2007, jak i 2011 zajmowała 9. lokatę w kategorii do 69 kilogramów.
Podczas Letnich Igrzysk Olimpijskich 2008 zdobyła srebrny medal w kategorii do 63 kilogramów, za co Nursułtan Nazarbajew odznaczył ją Orderem Szlachetności. W listopadzie 2016, po ponownym przebadaniu próbek pobranych podczas igrzysk w Pekinie, Międzynarodowy Komitet Olimpijski uznał ją winną stosowania niedozwolonych środków dopingujących i zdyskwalifikował, odbierając olimpijski medal.